# 2014 FIFAワールドカップ・アジア5次予選
- 2014 FIFAワールドカップ > 2014 FIFAワールドカップ・予選 > 2014 FIFAワールドカップ・アジア予選 > 2014 FIFAワールドカップ・アジア5次予選

このページは、2014 FIFAワールドカップ・アジア予選の5次予選（アジア地区プレーオフ）の結果をまとめたものである。ヨルダンがPK戦の末ウズベキスタンに勝利し、大陸間プレーオフへの出場権を手に入れた。

## 形式
4次予選の各組3位チームがホーム・アンド・アウェー方式で対戦する。勝者が大陸間プレーオフ（南米予選5位チームと対戦）に進出する。
対戦順序の抽選は、2013年3月19日のFIFAワールドカップ組織委員会にて行われ、B組3位チームが第1試合をホームで戦うこととされた。

## 通過チーム
| グループ (4次予選) | 3位チーム      |
| ------------------ | -------------- |
| A                  | ウズベキスタン |
| B                  | ヨルダン       |

## 試合結果
| チーム #1 | 合計             | チーム #2      | 第1戦 | 第2戦          |
| --------- | ---------------- | -------------- | ----- | -------------- |
| ヨルダン  | 2 - 2 (PK 9 - 8) | ウズベキスタン | 1 - 1 | 1 - 1 (a.e.t.) |

| 2013年9月6日 19:00 (UTC+3) |

| ヨルダン              | 1 - 1    | ウズベキスタン  |
| アッ＝ラッハーム 30分 | レポート | ジェパロフ 35分 |

| キング・アブドゥッラー・スタジアム（アンマン） 観客数: 16,819人 主審: 西村雄一 |

| 2013年9月10日 19:00 (UTC+5) |

| ウズベキスタン | 1 - 1 (延長) | ヨルダン |
| イスマイロフ 5分 | レポート     | アル＝ムルジャーン 42分 |
| | PK戦         | |
| アフメドフ ジェパロフ カパーゼ トフタホジャエフ サジーフ ショラフメドフ デニソフ ナガエフ トゥルスノフ イスマイロフ | 8 - 9        | バニー・ヤシーン アル・サイフィ アブダッラー・ディーブ アル＝ムルジャーン ハーイル アドウス ムスタファ アーメル・ディーブ ザラン アッ＝ドメイリー |

| パフタコール・マルカジイ・スタジアム（タシュケント） 観客数: 25,621人 主審: ベンジャミン・ウィリアムス |

合計得点2-2（延長0-0、PK9-8）でヨルダンが勝利